# Reading Football Club
El Reading Football Club és un club de futbol anglès, de la ciutat de Reading. Va ser fundat en 1871 i actualment juga a la Football League Championship.
En la temporada 2006-2007 va jugar per primera volta en la seva història en la Premier League. Perdent la categoria la temporada següent.

## Palmarès

### Tornejos nacionals
- Football League Championship (1): 2005-06
- Football League Third Division/Football League Second Division (3a divisió) (1): 1985-86, 1993-94
- Football League Third Division South (1): 1925-26
- Football League Fourth Division (1): 1978-79